# Le stragi della China
Le stragi della China, conosciuto anche col titolo Il sotterraneo della morte, è un romanzo di avventura di Emilio Salgari del 1901.
Venne pubblicato inizialmente da Salgari sotto lo pseudonimo di cap. Guido Altieri (come varie opere successive, tra cui La montagna d'oro dello stesso anno).

## Trama
La vicenda si svolge in Cina dal giugno 1900, periodo in cui è in atto la Rivolta dei boxer. Il mandarino Ping-Ciao e il manciù Sum, ufficiale della guardia imperiale, si recano alle rovine di Khang-hi, dove si svolgerà una riunione del Giglio azzurro: si tratta di una società segreta che appoggia il movimento dei boxer, che vuole distruggere gli occidentali e scacciare dalla Cina cristiani ed europei. Ping-Ciao odia in particolare un prete, il missionario padre Giorgio, che accusa di avere convertito al cattolicesimo suo figlio Wang. Alla riunione assiste anche il quindicenne Sheng, guardiano delle rovine, il quale è però anche al servizio del diciottenne Enrico Muscardo, figlio dell'imprenditore ed ex bersagliere Roberto, fratello di padre Giorgio, in Cina per affari al seguito del missionario e che al momento si trova fuori al villaggio, recatosi a radunare alcuni operai. Sheng corre ad avvertire Enrico che un imminente pericolo minaccia lui e la sua famiglia, al che i due giungono a Ming, piccolo villaggio roccaforte del cattolicesimo, e avvertono del pericolo anche padre Giorgio. In quel momento, irrompe un numeroso gruppo di boxer, composto da cinesi feroci ma malvestiti e male armati e comandato da Ping-Ciao, che vuole catturare vivo padre Giorgio per torturarlo: durante lo sterminio e il sacco che segue, Padre Giorgio, Enrico, Sheng e pochi cinesi riescono a resistere barricati finché odono il ritorno di Roberto, tornato con alcuni operai italiani e un gruppo di cinesi tutti ben armati. I boxer vengono messi in fuga e Ping-Ciao viene catturato, e prima di essere riconosciuto finge di essere a sua volta vittima dei boxer. Padre Giorgio, però, in nome degli insegnamenti del cristianesimo, decide di perdonarlo e lasciarlo libero.
Gli scampati alla strage fuggono dal villaggio per raggiungere il Canale Imperiale, sul quale intendono fuggire a bordo di alcune giunche. I boxer tendono loro un agguato, ma Roberto, forte della sua esperienza di bersagliere, organizza brillantemente la resistenza e il gruppo giunge infine ad un fiume. Prima che riescano a salire sulle barche sono però ancora assaliti dai boxer, che uccidono tutti i cinesi del gruppo, e con gli occidentali resta il solo Sheng, a bordo di una sola barca. Fanno una sosta presso una casa abbandonata per procurarsi cibo (e dove liberano un pazzo tenuto in una gabbia secondo l'uso cinese), poi si fermano per la notte sull'isolotto di un pescatore, che dapprima diffidente, offre loro ospitalità. Di notte, però, egli avverte i boxer, guidati ancora da Ping-Ciao, i quali cercano di catturare i fuggitivi appiccando il fuoco alla vegetazione alle rive del fiume. Roberto si avvede in tempo del pericolo, e il gruppo riprende la fuga riuscendo finalmente a raggiungere la giunca con la quale spera di continuare la fuga con più tranquillità. Con la giunca di Men-li, vecchio cinese convertito, i nostri cominciano a navigare verso Tientsin, dove sperano di trovare le legazioni straniere, le truppe occidentali venute a combattere i boxer che stringono d'assedio Pechino, senza che l'imperatrice riesca a contrastarli. Lungo il Canale Imperiale incontrano barche messe a guardia da Ping-Ciao; Men-li finge di essere anch'egli al servizio del mandarino e inganna le guardie, ma poco dopo sentono avvicinarsi altre barche dei boxer e sono obbligati ad affondare la giunca e rifugiarsi in una palude vicina, detta "della morte" per le cattive esalazioni delle acque. Pur trovando riparo in un tempio buddista abbandonato, poco dopo sentono in lontananza i latrati del cane di Men-li, che il vecchio aveva abbandonato sulla giunca per non avere intralci nella fuga, e temono che li abbia seguiti aiutando i boxer a trovarli; e infatti, i boxer, sempre comandati da Ping-Ciao e da Sum, che odia gli europei perché uno di essi ha ucciso suo fratello, si sono fatti guidare dal cane, che poi hanno ucciso, e si apprestano ad assaltare il tempio. Nonostante la strenua resistenza, tra i difensori sopravvivono soltanto Sheng, Enrico, Roberto e padre Giorgio, che Ping-Ciao fa catturare vivi per poterli torturare.
I prigionieri vengono condotti a Palikao, nel settentrione, ove si trova un grande campo di boxer; Sheng, Enrico e Giorgio vengono chiusi in gabbie, mentre Roberto viene imprigionato in un pesante asse di legno detto kangue che gli stringe testa e polsi. Durante il cammino possono soltanto vedere Pechino in fiamme, in preda alla rivolta dei boxer. A Palikao, vengono condotti nel cosiddetto "campo della giustizia", in cui i cristiani vengono sottoposti ad orribili torture; Padre Giorgio è condannato al "supplizio di pettini" (che consiste nel far ondeggiare con una fune il condannato tra due file di denti aguzzi). Ma prima che il supplizio cominci Ping-Ciao lo ferma: vuole sapere dove si trova il figlio Wang, che non vede da quando si è convertito; Giorgio gli risponde che si trova a Pechino (in realtà da due anni egli non ha sue notizie), e Ping-Ciao decide di condurlo là per cercare il figlio. Gli altri resteranno al campo dove, però, operano segretamente le società della Croce gialla e della Croce di Pei-ho, che si occupano di mettere in fuga i cristiani prigionieri o di attenuare le loro sofferenze.
Così, mentre Padre Giorgio parte con Ping-Ciao per Pechino, gli altri riescono a liberarsi grazie al capo della Croce gialla, un uomo di statura gigantesca, che dà loro coltelli e intontisce le guardie con l'oppio; li seguiranno dodici cinesi cristiani condannati a morire di fame. Ottenuti cavalli e abiti, si dirigono verso Pechino: fingono di essere boxer che hanno catturato dei cristiani, e riescono ad entrare in città, sconvolta dalla rivolta. A Pechino prendono possesso di una ricca casa abbandonata, e il giorno dopo si mettono in contatto con il gruppo locale della Croce gialla, il cui capo propone di far rientrare Wang dalla Mongolia, dove sa che è rifugiato, e di intraprendere qualche iniziativa nei quattro o cinque giorni che saranno necessari per il suo arrivo. Roberto ed Enrico hanno modo di vedere come Pechino, e in particolare le legazioni straniere, sono messe in pericolo dalla rivolta. Approfittando del fatto che Ping-Ciao e Sum, in quanto contemporaneamente rappresentanti imperiali e alleati dei boxer, girano per la città, si decide di tendere loro un agguato nella casa di Ping-Ciao nella zona chiamata "mongola" di Pechino, destinata a stranieri e cinesi normali (mentre padre Giorgio è prigioniero nell'inespugnabile zona imperiale, detta città "tartara"): Sum viene catturato, ma Ping-Ciao riesce a fuggire. Minacciato di morte, Sum rivela che padre Giorgio è prigioniero in un sotterraneo della casa di Ping-Ciao, e che il giorno dopo le porte della città tartara saranno aperte, perché l'imperatrice è stata destituita dall'usurpatore Tuan, che riceverà i capi dei rivoltosi boxer per accordarsi con loro. Il capo della Croce gialla costringe Sum a firmare un lasciapassare, col quale Roberto, Enrico e quelli della setta entreranno nella città tartara per cercare di liberare padre Giorgio.
In tal modo, sotto vesti cinesi, Roberto, Enrico e gli affiliati della Croce gialla entrano nella città tartara e trovano la casa di Ping-Ciao, dove trovano solo servi perché il padrone è impegnato nelle riunioni con i capi boxer. Fanno irruzione e costringono i servi a rivelare dove è nascosto padre Giorgio: egli si trova in un "carcere nero", un pozzo mezzo pieno di immondizie dove i condannati vengono calati e quasi lasciati morire di fame. Quando riescono a tirare fuori padre Giorgio, è ormai troppo tardi: provato dalla fame e dalla prigionia, il missionario muore quasi subito dopo. In quel momento si ode giungere la guardia imperiale: Ping-Ciao è stato avvertito della cattura di Sum ed è accorso alla sua casa per accertarsi delle sorti del missionario, che trova morto tra le braccia del fratello. Roberto, Enrico e gli affiliati della Croce gialla rimangono intrappolati nel sotterraneo dove si trovava il pozzo prigione di padre Giorgio: Ping-Ciao, che ormai dispera di riuscire a sapere dove si trova il figlio Wang, decide di eliminarli facendoli annegare. Gli imprigionati tentano una disperata sortita, ma sono catturati. Il capo della Croce gialla riesce a nascondersi, esce all'improvviso, ferisce mortalmente Ping-Ciao e fugge. Gli altri stanno per essere fucilati, ma in quel momento giunge Wang: prima di morire, Ping-Ciao gli chiede perdono per avere ucciso padre Giorgio, e ordina che Roberto, Enrico e gli altri siano risparmiati.
Wang riesce a portare in salvo Roberto ed Enrico, evitando che finiscano vittime della rivolta che ancora impazza, così i due, con Sheng che li ha sempre seguiti fedelmente, possono imbarcarsi su una delle navi italiane giunte con le truppe occidentali per cercare di soffocare la rivolta dei boxer.

## Edizioni
- Emilio Salgari, Il sotterraneo della morte, Biblioteca Economica Newton, Sezione Ragazzi n. 26, Newton Compton, 1995,  p. 216.